# Mohamed Missouri
Mohamed Missouri est un boxeur algérien, né le 7 décembre 1947 à Ménerville dans la wilaya de Boumerdès en Basse Kabylie et mort le 29 juin 2015 à Alger.

## Enfance
Il est né en 1947 dans le village de Merchicha, dans le âarch des Aïth Aïcha, au sud de Thénia durant la colonisation française de l'Algérie. Il a fait ses études primaires à l'école Mohamed Farhi.

## Biographie
Il a été champion d'Algérie à 9 reprises, champion maghrébin en 1973, champion arabe en 1974 et médaillé d'or aux jeux méditerranéens d’Alger en 1975, à la Salle Harcha Hassan d'Alger, après sa victoire en finale face à l'égyptien Khalil Ali Khalti.
Durant la décennie de 1969 et 1979, il a disputé 154 combats de niveau national et international : il en a remporté 139, perdu 13 et fait match nul à deux reprises. Après sa retraite, Mohamed Missouri a obtenu ses diplômes d'entraîneur et a enseigné aux jeunes générations.
En se reconvertissant au métier d’entraîneur, pendant 25 ans, il a notamment dirigé l’équipe de la Gendarmerie Nationale Algérienne et celle de la Marine Nationale Algérienne. Il a aussi dirigé l'Équipe Nationale de Boxe Militaire qui a participé aux Jeux mondiaux militaires de 1994.

## Ouvrages
Mohamed Missouri était l'auteur de plusieurs ouvrages sur la boxe et l'histoire du noble art en Algérie et à travers le monde. Il a publié un livre intitulé La boxe, ce noble art, dans lequel il évoque les origines de cette discipline et son évolution à travers le temps. 
Édité par la maison d'édition Al-Arab, avec l'apport du ministère de la Culture, cet ouvrage de plus de 300 pages retrace l'histoire de la boxe à travers des archives historiques et des témoignages. Dans cet ouvrage, l'auteur pose une problématique : “Le talent du boxeur : inné ou acquis ?” et souligne toutefois que le boxeur doit posséder des particularités spéciales et du talent pour réaliser une grande carrière. 
Il partage avec les lecteurs quelques techniques et méthodes d'entraînement pour la préparation des athlètes.
Il a aussi publié un ouvrage titré « Amaliqa » (les géants), au cours de l’année 2009, un livre de plus de trois cents pages qui relate une partie de l’histoire de la boxe professionnelle à travers le monde et en Algérie en particulier.
«Amaliqa» était son sixième livre dans sa carrière d'écrivain. Un ouvrage de plus de trois cents pages qui relate une partie de l'histoire de la boxe professionnelle à travers le monde et en Algérie en particulier. Le livre «Amaliqa» a été préfacé par le président de la FAB, le Dr Bessalem Abdallah et l'ancien ministre de la Jeunesse et des Sports, Sid-Ali Lebib. Édité par la maison d'édition Dar El-Othmania, cet ouvrage a été parrainé par le ministère de la culture qui a acheté 2 500 exemplaires à distribuer dans les centres culturels répartis à travers le pays.

## Décès
C'est le lundi 29 juin 2015 que Mohamed Missouri est mort à l'âge de 68 ans, des suites d'une longue maladie. Il avait été hospitalisé à l'hôpital militaire d'Aïn Naâdja. Il a été inhumé le mardi 30 juin 2015 après la Prière du Dhohr au cimetière de Garidi (djebana Kouba) à Alger.

## Palmarès
- Médaille d'or aux jeux méditerranéens de 1975 à Alger, Algérie (poids moyens)
- Médaille de bronze aux jeux africains de 1973 à Lagos, Nigeria  (poids moyens)
- Médaille d'or aux championnats maghrébins en 1973
- Médaille d'or aux championnats arabes en 1974
- Médaille d'or aux championnats d’Algérie à 9 reprises